# Michael Stocklasa
Michael Stocklasa est un footballeur liechtensteinois né le 2 décembre 1980 à Triesen (Liechtenstein). Il est le jeune frère de Martin Stocklasa.

## Carrière

### En club
- 1997-1998 : USV Eschen/Mauren ( Liechtenstein)
- 1998-2000 : FC Vaduz ( Liechtenstein)
- 2000 : FC Winterthur ( Suisse)
- 2000-2001 : FC Baden ( Suisse)
- 2002-2006 : FC Vaduz ( Liechtenstein)
- 2006-2011 : USV Eschen/Mauren ( Liechtenstein)
- 2012 : Urania Genève Sport ( Suisse)

### En sélection

#### Buts internationaux
| #  | Date             | Lieu                                  | Adversaire        | Score | Résultat | Compétition             |
| -- | ---------------- | ------------------------------------- | ----------------- | ----- | -------- | ----------------------- |
| 1. | 8 septembre 2002 | Rheinpark Stadion, Vaduz (Liecht.)    | Macédoine du Nord | 1-1   | 1-1      | Éliminatoires Euro 2004 |
| 2. | 11 août 2010     | Laugardalsvöllur, Reykjavik (Islande) | Islande           | 1-1   | 1-1      | Match amical            |

### Palmarès
- Vainqueur de la Coupe du Liechtenstein : 1999, 2000, 2003, 2004, 2005, 2006.